# Persone di nome Vittorio/Politici
| Questa pagina contiene informazioni ricavate automaticamente dalle voci biografiche con l'ausilio del template Bio e di un bot. L'aggiornamento è periodico e automatico e ricostruisce completamente la pagina. Se manca una persona in questa lista, sei pregato di non aggiungerla, ma accertati piuttosto che la sua voce biografica contenga il template Bio e che i dati anagrafici siano correttamente compilati. Se il template Bio manca, inseriscilo tu stesso o, in alternativa, metti l'avviso {{tmp\|Bio}} che ne segnala la mancanza. Se i dati riportati sono sbagliati, correggi direttamente la voce biografica; le modifiche saranno visibili in questa lista entro pochi giorni. Per chiarimenti vedi il progetto antroponimi. La lista contiene solo le 64 persone che sono citate nell'enciclopedia e per le quali è stato implementato correttamente il template Bio. Pagina aggiornata al 22 lug 2025. |

Questa è una lista di persone presenti nell'enciclopedia che hanno il nome Vittorio e sono politici.

## A(5)
- Vittorio Adolfo, politico italiano (Imperia, n. 1945)
- Vittorio Agnoletto, politico, medico e attivista italiano (Milano, n. 1958)
- Vittorio Aicardi, politico italiano (Finale Ligure, n. 1919 - † 1989)
- Vittorio Aliprandi, politico italiano (Padova, n. 1955)
- Vittorio Angelici, politico e sindacalista italiano (Civitavecchia, n. 1936)

## B(6)
- Vittorio Barazzotto, politico italiano (Biella, n. 1958)
- Vittorio Bardini, politico e partigiano italiano (Sovicille, n. 1903 - Siena, † 1985)
- Vittorio Barone Adesi, politico italiano (Tropea, n. 1915 - Reggio Calabria, † 1984)
- Vittorio Bosco Lucarelli, politico italiano (Benevento, n. 1888 - † 1971)
- Vittorio Brancati, politico italiano (Gorizia, n. 1942)
- Vittorio Brondi, politico italiano (Altare, n. 1863 - Torino, † 1932)

## C(11)
- Vittorio Calvetti, politico italiano (Mandello del Lario, n. 1915 - † 2014)
- Vittorio Casarin, politico italiano (Santa Giustina in Colle, n. 1950)
- Vittorio Cascetta, politico italiano (Napoli, n. 1928 - Napoli, † 1989)
- Vittorio Cecati, politico italiano (Perugia, n. 1920 - † 1981)
- Vittorio Cervone, politico italiano (Gaeta, n. 1917 - Gaeta, † 1993)
- Vittorio Chiesura, politico italiano (Mestre, n. 1941)
- Vittorio Cini, politico e imprenditore italiano (Ferrara, n. 1885 - Venezia, † 1977)
- Vittorio Codovilla, politico italiano (Ottobiano, n. 1894 - Mosca, † 1970)
- Vittorio Ugo Colajanni, politico italiano (Enna, n. 1896 - Enna, † 1979)
- Vittorio Cottafavi, politico italiano (Correggio, n. 1862 - Modena, † 1925)
- Bobo Craxi, politico italiano (Milano, n. 1964)

## D(3)
- Vittorio Del Carretto di Balestrino, politico italiano (Genova, n. 1818 - Genova, † 1893)
- Vittorio de Riccabona, politico italiano (Cavalese, n. 1844 - Trento, † 1927)
- Vittorio Lodovico d'Hallot Des Hayes, politico e militare italiano (Cavaglià, n. 1707 - Torino, † 1790)

## E(1)
- Vittorio Ellena, politico italiano (Saluzzo, n. 1844 - Roma, † 1892)

## F(6)
- Vittorio Faustini, politico italiano (Terni, n. 1862 - Terni, † 1917)
- Vittorio Ferraresi, politico italiano (Cento, n. 1987)
- Vittorio Flecchia, politico, sindacalista e partigiano italiano (Magnano, n. 1890 - Torino, † 1960)
- Vittorio Foa, politico, sindacalista e giornalista italiano (Torino, n. 1910 - Formia, † 2008)
- Vittorio Fossombroni, politico e avvocato italiano (Fiume, n. 1892 - † 1963)
- Vittorio Fravezzi, politico italiano (Venezia, n. 1967)

## G(2)
- Vittorio Ghidetti, politico, partigiano e sindacalista italiano (Treviso, n. 1892 - Roma, † 1972)
- Vittorio Giorgi, politico italiano (Pizzoli, n. 1912 - Roma, † 2009)

## L(1)
- Vittorio Liberatori, politico italiano (Arezzo, n. 1940)

## M(6)
- Vittorio Marangone, politico italiano (Aubing-Lochhausen-Langwied, n. 1912 - Udine, † 1990)
- Vittorio Marniga, politico italiano (Edolo, n. 1945)
- Vittorio Mazzoni della Stella, politico e funzionario italiano (Siena, n. 1941)
- Vittorio Meichsner de Meichsenau, politico italiano (Fiume, n. 1881 - Genova, † 1964)
- Vittorio Messa, politico italiano (Guidonia Montecelio, n. 1951)
- Vittorio Moschini, politico italiano (Torino, n. 1864 - Stra, † 1940)

## N(1)
- Vittorio Naldini, politico e sindacalista italiano (Bergamo, n. 1923 - † 2015)

## O(2)
- Vittorio Olcese, politico italiano (Milano, n. 1925 - Milano, † 1999)
- Vittorio Emanuele Orlando, politico e giurista italiano (Palermo, n. 1860 - Roma, † 1952)

## P(10)
- Vittorio Parenti, politico e partigiano italiano (Gualtieri, n. 1923 - † 2000)
- Vittorio Parisi, politico e zoologo italiano (Milano, n. 1936)
- Vittorio Parola, politico italiano (Torino, n. 1935 - Roma, † 2018)
- Vittorio Passalacqua, politico italiano (Genova, n. 1903)
- Vittorio Pertusio, politico italiano (Genova, n. 1904 - Quiliano, † 1994)
- Vittorio Poma, politico italiano (Pavia, n. 1958)
- Vittorio Prodi, politico e fisico italiano (Reggio Emilia, n. 1937 - Bologna, † 2023)
- Vittorio Provenza, politico italiano (Salerno, n. 1926 - † 2005)
- Vittorio Pugliese, politico italiano (Catanzaro, n. 1905 - Cirò, † 1965)
- Renato Punzo, politico italiano (Crotone, n. 1896 - Roma)

## R(1)
- Vittorio Rizzi, politico italiano (Campobasso, n. 1937 - † 2022)

## S(2)
- Vittorio Sbardella, politico italiano (Roma, n. 1935 - Roma, † 1994)
- Vittorio Sega, politico italiano (Adria, n. 1935 - Adria, † 2022)

## T(2)
- Vittorio Tarditi, politico italiano (Novara, n. 1939)
- Vittorio Tredici, politico italiano (Iglesias, n. 1892 - Roma, † 1967)

## V(3)
- Vittorio Vidali, politico e antifascista italiano (Muggia, n. 1900 - Trieste, † 1983)
- Vittorio Villa, politico italiano (Torino, n. 1824 - † 1873)
- Vittorio Voglino, politico italiano (Villafranca d'Asti, n. 1945)

## Z(2)
- Vittorio Zippel, politico italiano (Trento, n. 1860 - Trento, † 1937)
- Vittorio Zizza, politico italiano (Ostuni, n. 1967)